# Hoa hậu Thế giới Mông Cổ
Hoa hậu Thế giới Mông Cổ là cuộc thi sắc đẹp quốc gia cho phụ nữ chưa lập gia đình của Mông Cổ được tổ chức hàng năm vào mùa nghỉ. Người chiến thắng sẽ đại diện cho Mông Cổ trong cuộc thi Hoa hậu Thế giới. Người chiến thắng sẽ tham gia vào cuộc thi sắc đẹp quốc tế Hoa hậu Thế giới.
Hoa hậu Thế giới Mông Cổ được tổ chức lần đầu tiên vào năm 2005. Cuộc thi đã trở thành nhượng quyền thương mại quốc gia Hoa hậu Thế giới trong năm 2005 đến nay, Hoa hậu Hoàn vũ năm 2018 đến nay và Hoa hậu Quốc tế từ năm 2001 đến nay.
Hoa hậu Thế giới Mông Cổ hiện nay là Enkhjin Tseveendash. Cô được trao vương miện vào ngày 30 tháng 8 năm 2017 tại khách sạn Holiday In Ulaanbaatar và Trung tâm Hội nghị.

## Chủ đề
Màu sắc chính
- Người chiến thắng
- Á hậu
- Chung kết
- Bán kết
- Tứ kết

| Năm  | Hoa hậu Thế giới Mông Cổ | Địa điểm                                                | Vị trí | Ghi chú |
| 2005 | Khongorzul Ganbat        | Crown of Beauty Theatre, Sanya, Trung Quốc              |        | |
| 2006 | Selenge Erdene-Ochir     | Palace of Culture and Science, Warsaw, Ba Lan           |        | Miss World Talent vị trí thứ 4 Miss World Sports vị trí thứ 4 |
| 2007 | Gankhuyagiin Oyuungerel  | Crown of Beauty Theatre, Sanya, Trung Quốc              |        | Miss World Beach Beauty Top 21 |
| 2008 | Anun Chinbat             | Sandton Convention Centre, Johannesburg, Nam Phi        |        | |
| 2009 | Battsetseg Batbaatar     | Gallagher Convention Centre, Johannesburg, Nam Phi      |        | |
| 2010 | Sarnai Amar              | Crown of Beauty Theatre, Sanya, Trung Quốc              | Top 25 | Miss World Beach Beauty Top 40 Miss World Sports Top 20 |
| 2011 | Buyankhishig Unurbayar   | Earls Court Exhibition Centre, Luân Đôn, Vương quốc Anh |        | |
| 2012 | Bayarmaa Huselbaatar     | Dongsheng Fitness Center Stadium, Ordos, Trung Quốc     |        | Miss World Talent Top 15 Dances of the World performer Miss World Top Model Top 20 Miss World Sports Top 24 |
| 2013 | Pagmadulam Sukhbaatar    | Bali Nusa Dua Convention Center, Bali, Indonesia        |        | |
| 2014 | Battsetseg Turbat        | ExCeL London, Vương quốc Anh                            |        | Miss World Sports Top 32 Miss World Top Model Top 20 People's Choice Top 25 Dances of the World performer Beauty with a Purpose Top 27                                                                            |
| 2015 | Anu Namshir              | Crown of Beauty Theatre, Sanya, Trung Quốc              |        | Miss World Best Fashion Designer Award Top 10 Beauty with a Purpose Top 25 Miss World Talent Top 30 |
| 2016 | Bayartsetseg Altangerel  | MGM National Harbor, National Harbor, Maryland, Hoa Kỳ  | Top 11 | People's Choice chiến thắng Miss World Talent chiến thắng Miss World Multimedia 1st runner up Beauty with a Purpose Top 24                                                                                        |
| 2017 | Enkhjin Tseveendash      | Sanya City Arena, Sanya, Trung Quốc                     | Top 15 | Dances of the World performer People's Choice chiến thắng Miss World Multimedia chiến thắng Head-to-Head Challenge Nhóm 8 chiến thắng Miss Sports Top 23 Miss World Top Model Top 30 Beauty with a Purpose Top 20 |
| 2018 | E. Enkhriimaa            | TBA                                                     | TBA    | TBA |

## Hoa hậu Trái Đất Mông Cổ
Mông Cổ ra mắt cuộc thi Hoa hậu Trái Đất vào năm 2005. Giữa năm 2005 và 2013 Hoa hậu Trái Đất Mông Cổ đã được lựa chọn bởi một cơ quan khác. Bắt đầu vào năm 2014 người chiến thắng trước đây Hoa hậu Thế giới Mông Cổ có thể cạnh tranh tại cuộc thi Hoa hậu Trái Đất.
| Năm  | Hoa hậu Thế giới Mông Cổ 1st princess | Tỉnh        | Vị trí | Giải đặc biệt                                                       |
| 2005 | Sarnai Amar                           | Ulaanbaatar |        |                                                                     |
| 2010 | Gantogoo Bayaarkhuu                   | Ulaanbaatar |        |                                                                     |
| 2012 | Battsetseg Turbat                     | Ulaanbaatar |        | Resorts Wear                                                        |
| 2013 | Bayartsatsral Baljinnyam              | Ulaanbaatar |        | Trang phục nghi lễ đẹp nhất                                         |
| 2014 | Tugsuu Idersaikhan                    | Ulaanbaatar | Top 8  | Cocktail Wear                                                       |
| 2015 | Bayartsetseg Altangerel               | Ulaanbaatar | Top 16 | Miss Photogenic Evening Gown Cocktail Wear Top 4 Mat Best Eco Video |
| 2016 | Enkhbor Azbileg                       | Ulaanbaatar |        | Tài năng (Nhóm 3)                                                   |
| 2017 | Tugs Batjalgar                        | Ulaanbaatar |        | Eco-Video Presentation                                              |

## Thư viện

### Hoa hậu Thế giới Mông Cổ đoạt giải

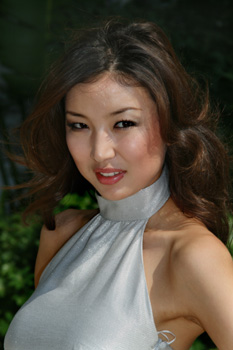
Hoa hậu Thế giới Mông Cổ 2007 Oyungerel Gankhuyag
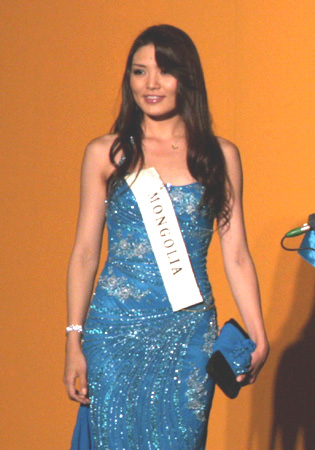
Hoa hậu Thế giới Mông Cổ 2008 Anun Chinbat